# Vickers A1E1 Independent
Vickers A1E1 Independent – brytyjski prototypowy czołg ciężki z okresu międzywojennego. Pojazd posiadał pięć wież – jedną wyposażoną w armatę 3-funtową oraz cztery mniejsze z karabinami maszynowymi Vickers.
Zamówienie na czołg ciężki zostało złożone przez sztab generalny British Army w 1924 roku. W 1926 roku zaprezentowano prototyp czołgu, jednak ze względu na brak funduszy zaniechano dalszych prac nad projektem. Jedyny zbudowany egzemplarz pojazdu znajduje się obecnie w brytyjskim Bovington Tank Museum.
Rozwiązania konstrukcyjne zastosowane w czołgu Independent wykorzystano również w późniejszych brytyjskich  konstrukcjach Medium Mark III i Cruiser Mark I, a także w radzieckich czołgach T-28, T-35 i T-100.